# Onuphis nonpectinata
Onuphis nonpectinata är en ringmaskart som beskrevs av Imajima 1986. Onuphis nonpectinata ingår i släktet Onuphis och familjen Onuphidae. Inga underarter finns listade i Catalogue of Life.